# Plateau de Roquehaute
Plateau de Roquehaute este o arie protejată (sit de importanță comunitară — SCI) din Franța întinsă pe o suprafață de 154,83 ha, integral pe uscat.

## Localizare
Centrul sitului Plateau de Roquehaute este situat la coordonatele 43°18′18″N 3°22′08″E / 43.305°N 3.36889°E.

## Înființare
Situl Plateau de Roquehaute a fost declarat arie specială de conservare în baza directivei 92/43 din 1992 referitoare la conservarea habitatelor naturale și a faunei și florei sălbatice pentru a proteja 1 specie de plante.

## Biodiversitate
Situată în ecoregiunea mediteraneană, aria protejată conține 2 habitate naturale: Iazuri temporare mediteraneene, Pseudostepă cu ierburi și specii anuale de Thero-Brachypodietea.
La baza desemnării sitului se află o specie protejată de  plante: Marsilea strigosa.